# Heidi Benneckenstein
Heidi Benneckenstein (* 1992 in Fürstenfeldbruck als Heidrun Redeker) ist eine deutsche ehemalige Rechtsextremistin und Bestsellerautorin.

## Leben
Heidi Benneckenstein wuchs in einem Dorf bei München in einer Familie auf, die ein gefestigtes nationalsozialistisches Weltbild hatte. Sie wurde Mitglied in militanten Jugendgruppen, in der Heimattreuen Deutschen Jugend (HDJ) und Kameradschaften. Benneckenstein erlebte viel Drill, Schläge und Belohnung für konformes Verhalten. Mit 15 Jahren zog sie nach Passau und nahm Kontakt zum Umfeld der NPD auf. In Jena traf sie auch Ralf Wohlleben, einen Neonazi aus dem Umfeld der Rechtsterroristen des NSU. Benneckenstein wurde mit 17 Jahren schwanger und ihr Freund Felix und sie fragten sich, ob ihr Kind völkisch erzogen werden sollte. Sie und ihr Mann, der ehemalige Kameradschaftsaktivist Felix Benneckenstein, stiegen 2011 aus der rechten Szene aus und Benneckenstein brach mit ihrer Familie im Alter von 19 Jahren.
Benneckenstein schrieb mit Ein deutsches Mädchen. Mein Leben in einer Neonazi-Familie eine Autobiographie über ihre Jugend in der rechten Szene.
Das Buch stand mehrere Wochen auf der Spiegel-Bestsellerliste für Sachbücher. Es erreichte mit Platz 8 seine Spitzenposition.

## Rezeption ihres Buchs
Xaver von Cranach schrieb im Spiegel über ihren Erlebnisbericht: „Benneckensteins Buch ist das Porträt einer Aussteigerin. Es zeigt, wie autoritäre Erziehung und Rassenideologie ein junges Mädchen zu einer überzeugten Nationalsozialistin machten.“ Laut Karin Truscheit von der FAZ schildert die Autorin „den Alltag von Neonazis und wie ihr selbst der Ausstieg aus der Szene gelang“.
Im Oktober 2019 wurde eine szenische Fassung des Buchs am Landestheater Schwaben in Memmingen uraufgeführt.

## Autobiografie
- Ein deutsches Mädchen. Mein Leben in einer Neonazi-Familie. Unter Mitarbeit von Tobias Haberl. Tropen, Stuttgart 2017, ISBN 978-3-608-50375-3.
  - französischsprachige Übersetzung von Élisabeth Landes: Coupable en toute innocence. J’ai grandi parmi les néonazis. Éditions Liana Levi, Paris 2018, ISBN 979-10-349-0061-9.
  - niederländischsprachige Übersetzung von Marcel Missetl: Een duits meisje. Mijn leven in een neonazifamilie. De Arbeiderspers, Amsterdam 2018, ISBN 978-90-295-2575-6.